# Holland Smith
Holland McTyeire "Howlin' Mad" Smith (20 de Abril de 1882 - 12 de Janeiro de 1967) foi um general do Corpo de Fuzileiros dos Estados durante a Segunda Guerra Mundial. Foi chamado o pai das tácticas de guerra anfíbias dos Estados Unidos.
Antes da Segunda Guerra Mundial, o General Smith comandava extensamente o Exército Americano, a Marinha e os treinos anfíbios da marinha, que foram o factor do sucesso dos desembarques dos Estados Unidos em ambos assaltos no Atlântico e Pacífico. Mais tarde ajudou na preparação dos exércitos norte-americano e canadiano para os desembarques em Kiska e Attu, e liderou o V Corpo de Anfíbios no assalto de Gilberts, Marshalls e Saipan, e Tinian nas Marianas.
Durante a Operação Marianas, além do V Corpo Anfíbio, comandou todas as tropas Expedicionárias, incluindo aquelas que recapturaram Guam. Após isso serviu como primeiro Comandante General da frota do Pacífico, e liderou a Força 56 (tropas Expedicionárias) em Iwo Jima, incluindo todas as tropas de assalto nessa batalha.

## Biografia
Filho de Senhor e Senhora John V. Smith, o general nasceu a 20 de Abril de 1882, em Seale, Alabama.
Em Abril de 1906, após completar a Aplicação de Escola em Annapolis, Maryland, Smith partiu para as Filipinas, onde serviu em tarefas expedicionárias com a 1ª brigada marinha, até setembro de 1908. Voltou aos Estados Unidos no mês seguinte e ficou colocado na base da Marinha em Annapolis, até Dezembro de 1909, quando embarcou para tarefas expedicionárias no Panamá. Retornou do Panamá a Abril de 1910, serviu em Annapolis, Maryland; Washington, D.C.; San Diego, Califórnia; e na estação de Recruta de Seattle, Washington, antes de partir em Setembro de 1912, para voltar à 1ª brigada da marinha nas Filipinas.
Durante este tempo o general ficou com a 1ª brigada até Abril de 1914, quando ficou com o comando da força da Marinha abordo do USS Galveston. Serviu nas águas Asiáticas até Julho de 1915, e retornou aos Estados Unidos no mês seguinte para serviço na Marinha de New Orleans, Louisiana. Daí foi ordenado para a República Dominicana, em Junho de 1916, como um membro do 4º Regimento da Marinha. Durante as operações da unidade contra os rebeldes, ele viu acção na marcha para Santiago, e lutou em La Pena e Quilómetro 29. Retornou aos Estados Unidos a 30 de Maio de 1917, partiu para França e para a Primeira Guerra Mundial apenas após começou 2 meses, no comando da 8ª Companhia de Metralhadores, 5º Fuzileiros
O seu apelido, "Howlin' Mad" ("Howlin Maluco") Smith, foi-lhe dado pelas suas tropas.

### Primeira Guerra Mundial
Na França, Smith foi separado do 5º Corpo de Fuzileiros e enviado para o Colégio de Pessoal General em Langres, de ele licenciou-se em Fevereiro de 1918. Foi nomeado Adjunto do 4º Corpo de Fuzileiros, que lutou com capacidade no sector de Verdun e na defesa de Aisne-Marne, incluindo a Batalha de Belleau Wood. Transferido para o 1º Corpo, do 1º Exército em 1918, serviu como oficial assistente de operações de contato, durante as ofensivas Aisne-Marne, Oisne-Aisne, St. Mihiel e Meuse-Argonne. Após o armistício, participou em Março no Reno, através da Bélgica até Luxemburgo como um oficial assistente de operações com o 3º Exército, e serviu durante a ocupação da Alemanha.
Pelos seus serviços em Belleau Wood, ao general foi atribuída a Croix de Guerre pelo governo francês. Também recebeu Meritorious Service Citation do comandante das forças expedicionárias americanas, pelo qual mais tarde foi atribuída a Medalha Purple Heart.

## Pós Primeira Guerra Mundial
Ao voltar aos Estados Unidos em Abril de 1919, as tarefas de Smith nos 4 anos seguintes incluíram serviço em Norfolk, Virginia. Entrou no Colégio de Guerra Naval e serviu em Washington, com a secção de planos de guerra do escritório de Operações Navais.
Em Fevereiro de 1924, após o seu serviço no Quartel-General do Corpo de Fuzileiros e no West Indies com ligação à aliança de manobras do Exército-Marinha, o general entrou para a Brigada da Marinha em serviço expedicionário, servindo como um chefe de unidade de Pessoal e Oficial nas operações e treino. Voltou desse país em Agosto de 1925, para servir como chefe de Pessoal da 1ª Brigada da Marinha em Quantico, Virginia, até Setembro de 1926, foi um estudante na Escola do Corpo da Marinha, Quantico, de onde, até Junho de 1927, foi o comandante da base naval da Filadélfia, de Junho de 1927 até Março de 1931.
Em Abril de 1931, começou uma outra viagem de serviço pelo mar, desta vez a bordo do USS California como ajuda ao comandante e Oficial da força da Marinha da Força de Batalha da frota estado-unidense. Serviu nessas seção até Junho de 1933, comandou o campo de fuzileiros em Washington, desde aí até Janeiro de 1935, serviu os próximos 2 anos em San Francisco, Califórnia, como chefe do Pessoal, do Departamento do Pacífico.

## Segunda Guerra Mundial
Após as suas colocações anteriores, Smith assumiu o comando da 1ª Brigada da Marinha em Quantico, levando essa unidade até à baía de Guantánamo, Cuba, para treino anfíbio em Outubro de 1940. Em Fevereiro de 1941, quando a brigada foi redesignada a 1ª Divisão de Fuzileiros, tornou-se o primeiro comandante. Voltou com a divisão a Quantico em Abril de 1941, e em Junho desse ano ele foi retirado dessa divisão para tomar o comando da organização que eventualmente tornou-se a força anfíbia, frota Atlântica. Sobre o seu comando, a 1ª Divisão de Fuzileiros e a 1ª e 9ª Divisão do Exército receberam o seu treino inicial em tácticas anfíbias.
Mudando-se para San Diego, em Agosto de 1942, o general ficou com o comando do Corpo Anfíbio, sobre o qual ele completou a doutrina anfíbia da 2ª e 3ª Divisão de Fuzileiros antes de ir para batalha com a 7ª Divisão do Exército e outras unidades envolvidas na operação das Aleutas. A força anfíbia foi mais tarde redesignada V Corpo Anfíbio, e em Setembro de 1943, como comandante dessa unidade, o General chegou a Pearl Harbor, para começar a planear a campanha de Gilberts. Continuou a liderar o V Corpo Anfíbio até Agosto de 1944, quando foi nomeado Comandante-General da frota Marinha no Pacífico em Pearl Harbor. Em adição a esse posto, ele comandou a Força 56 em Iwo Jima antes de voltar aos Estados Unidos em Julho de 1945, para liderar o treino da Marinha no campo Camp Pendleton, Califórnia.

## Concessões
- Medalha de distinção de serviço
  - Por treinar as forças anfíbias em ambas as costas.
- Três estrelas de Ouro
  - Primeira, por planear a executar as Operações nas Ilhas Gilbert e Marshall
  - Segunda, por serviço semelhante nas Marianas
  - Terceira, pela sua parte na invasão de Iwo Jima
- Três estrelas de bronze
- 1 Estrela de prata
- Croix de Guerre
- Purple Heart Medal
- Marine Corps Expeditionary Medal
- Mexican Service Medal
- Dominican Campaign Medal
- Dominican Order of the First Merit
- British Order of Commander of the Bath
- World War I Victory Medal
- World War II Victory Medal
  - Com cinco sectores:
    - Medalha de Ocupação da Alemanha
    - A medalha de serviço de defesa Americana
    - A medalha de campanha do Pacífico

## Reforma
Como Tenente-General ao se reformar a 15 de Maio de 1946, com a idade de 64, mudou-se para La Jolla, Califórnia, onde continuou o seu hobby, a jardinagem.
Após uma longa doença, o General faleceu a 12 de Janeiro de 1967 no hospital naval em San Diego, Califórnia, com a idade de 84 anos. Seu funeral foi celebrado a 14 de Fevereiro na Capela do Corpo de Fuzileiros, tendo recebido as mais altas honrarias militares no Cemitério Nacional do Forte Resocrans, sobre o porto de San Diego e North Island. A mulher do general Smith (formalmente Ada B. Wilkinson) faleceu em 1962.

## Campo H. M. Smith
Localizado em Oahu, Hawaii, Campo Smith é uma base militar do Corpo de Fuzileiros nomeada em homenagem ao General. É a base do Comando do Pacífico.